# Johann Kaspar II Cobenzl
Giovanni Gasparo II Cobenzl (Leitenburg, 30 maggio 1664 – Graz, 30 aprile 1742) è stato un nobile austriaco.

## Biografia
Giovanni Gasparo era il primogenito di Giovanni Filippo I Cobenzl (1635-1712), in seguito capitano di Trieste e poi di Gorizia, e di sua moglie, Giovannina Lantieri (1642-1678), figlia del conte Francesco Lantieri di Vipacco. Nel 1686 il giovane Giovanni Gasparo venne chiamato alla corte imperiale come ciambellano imperiale e nel 1702 divenne a sua volta capitano della Contea di Gorizia e successivamente dal 1714 capitano provinciale della Carniola. Nel 1722 divenne hofmarschall dell'imperatore Carlo VI, nel 1726 cameriere maggiore imperiale e nel 1731 ricevette il cavalierato del Toson d'oro, la massima onorificenza imperiale. Dopo l'estinzione della casata dei principi di Eggenberg nel 1719, l'imperatore Carlo VI gli concesse il titolo onorifico di maestro coppiere supremo ereditario in Carniola.

## Matrimoni e figli
Nel 1696 Giovanni Gasparo Cobenzl sposò la contessa Giuliana Perpetua Bucelleni (1675-1706), figlia del conte Giulio Federico Bucelleni, consigliere imperiale e cancelliere aulico, e della baronessa Anna Margaretha von Stozzing. La coppia ebbe insieme i seguenti figli:
I.1. Carolina (1697-1698)
I.2. Margherita (1698-1730) ⚭ (1716) I. Leopold Weickard Ursini von Blagaj (†1719) ⚭(1727) II. Ludolph Luirdt Ripperda (1707-1739)  
I.3. Maria Ernestina (1698-1699)
I.4. Leopoldo Carlo (1699-1720)
I.5. Caterina (1701-1706)
I.6. Maria Elisabetta (1702-1738) ⚭ (1721) Giovanni Giacomo d’Edling (1697-1780)
- N. (*/†1702, gemello di Maria Elisabetta)
I.7. Cassandra Anna (1703-1788) ⚭ (1729) Giovanni Carlo Coronini Cronberg (1706-1789)
I.8. Amalia Barbara (1704-1766) = suor Giuliana Rosalia, orsolina
I.9. Francesca Gabriella (1706-1707)
Alla morte della prima moglie, il 4 luglio 1708 si risposò con la contessa Carolina Sophia von Rindsmaul (1682-1756), figlia del conte Wolfgang Albrecht von Rindsmaul e della baronessa Maria Katharina von Neudegg. La coppia ebbe i seguenti figli:
II.10. Giuseppe Giovanni Filippo (*/+1709)
II.11. Maria Anna Caterina (1711-1717)
II.12. Carlo (1712-1770) ⚭ (1734) Maria Theresia Pálffy von Erdőd (1719-1771)
II.13. Giovanni Filippo Ernesto (1714-1717)
II.14. Guidobaldo (1716-1797) ⚭ (1739) Maria Benigna Montrichier (1720-1793)
II.15. Maria Teresa (1719-1791) ⚭ (1743) Johann Christoph von Stürgkh (1706-1764)
II.16. Francesco Ludovico (*/+1726)